# Saint-Germain-du-Pinel
Saint-Germain-du-Pinel è un comune francese di 869 abitanti situato nel dipartimento dell'Ille-et-Vilaine nella regione della Bretagna.

## Società

### Evoluzione demografica
Abitanti censiti